# 8e soirée des prix Jutra
La 8e soirée des prix Jutra, récompensant les films sortis en 2005, a lieu le 19 mars 2006 et est diffusée à la télévision de Radio-Canada en direct du Théâtre Maisonneuve à Montréal.

## Déroulement
Le gala est animé par Normand Brathwaite. Les cotes d'écoutes se sont élevées à 915 000 téléspectateurs.

## Palmarès
Les lauréats sont indiqués ci-dessous en premier de chaque catégorie et en gras.

### Meilleur film
- C.R.A.Z.Y.
  - L'Audition
  - Maurice Richard
  - La Neuvaine

### Meilleure réalisation
- Jean-Marc Vallée - C.R.A.Z.Y.
  - Charles Binamé - Maurice Richard
  - Bernard Émond - La Neuvaine
  - Ricardo Trogi - Horloge biologique

### Meilleur acteur
- Marc-André Grondin - C.R.A.Z.Y.
  - Roy Dupuis - Maurice Richard
  - Patrick Drolet - La Neuvaine
  - Luc Picard - L'Audition

### Meilleure actrice
- Élise Guilbault - La Neuvaine
  - Hélène Bourgeois Leclerc - Aurore
  - Suzanne Clément - L'Audition
  - Julie Le Breton - Maurice Richard

### Meilleur acteur de soutien
- Michel Côté - C.R.A.Z.Y.
  - Denis Bernard - L'Audition
  - Pierre-Luc Brillant - C.R.A.Z.Y.
  - Alexis Martin - L'Audition

### Meilleure actrice de soutien
- Danielle Proulx - C.R.A.Z.Y.
  - Anne-Marie Cadieux - Maman Last Call
  - Diane Lavallée - Maurice Richard
  - Catherine Trudeau - Le Survenant

### Meilleur scénario
- Jean-Marc Vallée et François Boulay - C.R.A.Z.Y.
  - Luc Picard - L'Audition
  - Ken Scott - Maurice Richard
  - Bernard Émond - La Neuvaine

### Meilleure direction artistique
- Patrice Vermette - C.R.A.Z.Y.
  - Gilles Aird - Les États-Unis d'Albert
  - Michel Proulx - Maurice Richard
  - Normand Sarazin - Le Survenant

### Meilleurs costumes
- Ginette Magny - C.R.A.Z.Y.
  - Carmen Alie - L'Audition
  - Ginette Magny - Les Boys 4
  - Francesca Chamberland - Maurice Richard

### Meilleur maquillage
- Micheline Trépanier - C.R.A.Z.Y.
  - Kathryn Casault - L'Audition
  - Adrien Morot et Diane Simard - Aurore
  - Diane Simard - Maurice Richard

### Meilleure coiffure
- Réjean Goderre - C.R.A.Z.Y.
  - Réjean Forget - Idole instantanée
  - Martin Lapointe - Maurice Richard
  - Johanne Paiement - Le Survenant

### Meilleure direction de la photographie
- Pierre Mignot - C.R.A.Z.Y.
  - Pierre Gill - Maurice Richard
  - Jean-Claude Labrecque - La Neuvaine
  - Steve Asselin - Saints-Martyrs-des-Damnés

### Meilleur montage
- Paul Jutras - C.R.A.Z.Y.
  - Simon Sauvé - Jimmywork
  - Michel Arcand - Maurice Richard
  - Louise Côté - La Neuvaine

### Meilleur son
- Yvon Benoît, Daniel Bisson, Martin Pinsonnault, Jean-François Sauvé, Mira Mailhot, Simon Meilleur, Mireille Morin, Bernard Gariépy Strobl et Luc Boudrias - C.R.A.Z.Y.
  - Dominique Chartrand, Olivier Calvert, Hans Peter Strobl - L'Audition
  - Pierre Bertrand, Sylvain Bellemare, Louis Gignac - Familia
  - Claude Hazanavicius, Claude Beaugrand, Luc Boudrias, Bernard Gariépy Strobl - Maurice Richard

### Meilleure musique
- Daniel Bélanger - L'Audition
  - Frédéric Bégin et Phil Electric - Horloge biologique
  - Michel Cusson - Maurice Richard
  - Robert Marcel Lepage - La Neuvaine

### Meilleur film documentaire
- La Classe de madame Lise et Gilles Carle ou l'Indomptable Imaginaire

### Meilleur court ou moyen métrage de fiction
- Une chapelle blanche

### Meilleur court ou moyen métrage d'animation
- Dehors novembre  - Patrick Bouchard (Office national du film)

## Prix spéciaux

### Jutra-Hommage
- Denise Filiatrault

### Film s'étant le plus illustré à l'extérieur du Québec
- C.R.A.Z.Y.

### Billet d'or
- C.R.A.Z.Y.

### Meilleur exploitant
- Cinéma Pine (Tom Fermanian) - Sainte-Adèle